# Argia collata
Argia collata – gatunek ważki z rodziny łątkowatych (Coenagrionidae).